# Vetenskapsåret 1920

## Händelser

### Biologi
- Okänt datum - Andrew Douglass beskriver principerna bakom dendrokronologin.

### Fysik
- 16 oktober - Svenska fysikersamfundet grundas. Ordförande blir Carl Wilhelm Oseen, kassör Sten Lothigius.
- Okänt datum - Meghnad Saha utvecklar Saha-ekvationen för jonisering.
- Okänt datum - Ernest Rutherford förutspår förekomsten av neutroner

### Matematik
- Okänt datum - Eliakim Hastings Moore upptäcker Moore-Penrose pseudoinversen, som 1955 återupptäcks av Roger Penrose.

### Teknik
- 13 januari - The New York Times förlöjligar amerikanske raketforskaren Robert H. Goddard. Man tar tillbaka det den 17 juli 17 1969 då Apollo flyger till Månen.[1]

## Pristagare
- Copleymedaljen: Horace Brown
- Darwinmedaljen: Rowland H. Biffen
- De Morgan-medaljen: Ernest William Hobson
- Nobelpriset: [2]
  - Fysik: Charles Edouard Guillaume
  - Kemi: Walther Nernst
  - Fysiologi/medicin: August Krogh
- Wollastonmedaljen: Gerard De Geer [3]

## Födda
- 6 januari - John Maynard Smith, evolutionsbiolog, genetiker
- 7 februari – An Wang, kinesisk-amerikansk datordesigner

## Avlidna
- 20 februari - Robert Peary, 63, polarutforskare
- 31 augusti - Wilhelm Wundt, 88, fysiolog och psykolog
- 7 oktober – Yves Delage, 66, fransk zoolog

### Fotnoter
1. ↑  Robert H. Goddard. The New York Times. astronauticsnow.com/history/goddard/index.html 090118 astronauticsnow.com
2. ↑  ”Nobelpriset”. http://nobelprize.org/nobel_prizes/lists/all/index.html. Läst 10 april 2011.
3. ↑  ”Geological Society”. Arkiverad från originalet den 5 juni 2011. https://web.archive.org/web/20110605102217/http://www.geolsoc.org.uk/gsl/society/history/page750.html. Läst 13 april 2011.